# Чабанівська селищна територіальна громада
Чабанівська селищна територіальна громада — територіальна громада в Україні, у Фастівському районі Київської області. Адміністративний центр — селище Чабани.
Площа громади — 12,87 км², населення — 10 051 особа (2020).
Утворена 12 червня 2020 року з Чабанівської селищної ради Києво-Святошинського району.

## Населені пункти
До складу громади входять 2 населені пункти — селище Чабани (4641 особа у 2020 році) і село Новосілки (5410 осіб).